# Marpissa capensis
Marpissa capensis är en spindelart som beskrevs av Koch C.L. 1846. Marpissa capensis ingår i släktet Marpissa och familjen hoppspindlar. Inga underarter finns listade i Catalogue of Life.